# وليامزبورغ (كولورادو)
وليامزبورغ (بالإنجليزية: Williamsburg, Colorado)‏ هي بلدة تقع في مقاطعة فريمونت، كولورادو بولاية كولورادو في الولايات المتحدة. تبلغ مساحتها 10.5 (كم²)، وترتفع عن سطح البحر 1643 م، بلغ عدد سكانها 714 نسمة في عام 2000 حسب إحصاء مكتب تعداد الولايات المتحدة وتصل الكثافة السكانية فيها 68 نسمة/كم2.

## وصلات خارجية
- The US50 - Cities and Towns in Colorado State
- Colorado Cities and Towns, Facts, Map, Flag, Colleges, Government, and More